# Hedychium longicornutum
Hedychium longicornutum là một loài thực vật có hoa trong họ Gừng. Loài này được Griff. ex Baker mô tả khoa học đầu tiên năm 1892.